# Sokolivka, Cosău
Sokolivka (în ucraineană Соколівка) este o comună în raionul Cosău, regiunea Ivano-Frankivsk, Ucraina, formată numai din satul de reședință.

## Demografie
Componența lingvistică a comunei Sokolivka
     Ucraineană (99,77%)
     Alte limbi (0,23%)
Conform recensământului din 2001, majoritatea populației comunei Sokolivka era vorbitoare de ucraineană (99,77%), existând în minoritate și vorbitori de alte limbi.